# Liste der Kulturdenkmale in Rhäsa
In der Liste der Kulturdenkmale in Rhäsa sind die Kulturdenkmale des Nossener Ortsteils Rhäsa verzeichnet, die bis Juni 2021 vom Landesamt für Denkmalpflege Sachsen erfasst wurden (ohne archäologische Kulturdenkmale). Die Anmerkungen sind zu beachten.
Diese Aufzählung ist eine Teilmenge der Liste der Kulturdenkmale in Nossen.

## Rhäsa
| Bild           | Bezeichnung                                                    | Lage                      | Datierung                         | Beschreibung | ID       |
| -------------- | -------------------------------------------------------------- | ------------------------- | --------------------------------- | --- | -------- |
| Weitere Bilder | Wohnstallhaus und Seitengebäude eines ehemaligen Vierseithofes | Bodenbacher Weg 5 (Karte) | Ende 18. Jahrhundert              | Beide Gebäude mit Fachwerk, Wohnstallhaus markanter ländlicher Bau mit Segmentbogenportal, Seitengebäude mit strebenreichem Fachwerk-Obergeschoss, baugeschichtlich und wirtschaftsgeschichtlich von Bedeutung, bildet einen Bauernhof zusammen mit Nummer 1 und Nummer 3. Bei beiden Gebäuden Fachwerk massiv untersetzt. Bauernhaus (Wohnstallhaus) Giebelseite verbrettert. Sehr markanter ländlicher Bau mit hohem Satteldach, um 1800. Stalltrakt möglicherweise noch gewölbt, charakteristische Raumstruktur sich noch erlebbar. Dazu kleineres Seitengebäude, das mit der Hauptsache, dem Bauernhaus, eine Einheit von Denkmalwert bildet. | 09268474 |
| Weitere Bilder | Wohnstallhaus eines ehemaligen Vierseithofes                   | Bodenbacher Weg 6 (Karte) | 18. Jahrhundert / 19. Jahrhundert | Stattliches Gebäude mit Krüppelwalmdach, Bauerngut möglicherweise ehemaliges Vorwerk des Klosters Altzella, baugeschichtlich von Bedeutung. Gutshaus des ehemaligen Vorwerks Altzella, ehemaliges Bauerngut, ehemaliger Vierseithof. Gotischer Kern: Gewölbe im Stall (Überformung 18. und 19. Jahrhundert). | 09268476 |
| Weitere Bilder | Seitengebäude und Scheune eines Dreiseithofes                  | Oberer Weg 6 (Karte)      | Um 1800                           | Beide Gebäude mit Fachwerk, baugeschichtlich und wirtschaftsgeschichtlich von Bedeutung. Fachwerk massiv untersetzt (bei beiden Gebäuden). Wohnstallhaus des Hofes bezeichnet mit 1796 (kein Denkmal). | 09268477 |

## Tabellenlegende
- Bild: Bild des Kulturdenkmals, ggf. zusätzlich mit einem Link zu weiteren Fotos des Kulturdenkmals im Medienarchiv Wikimedia Commons. Wenn man auf das Kamerasymbol klickt, können Fotos zu Kulturdenkmalen aus dieser Liste hochgeladen werden:
- Bezeichnung: Denkmalgeschützte Objekte und ggf. Bauwerksname des Kulturdenkmals
- Lage: Straßenname und Hausnummer oder Flurstücknummer des Kulturdenkmals. Die Grundsortierung der Liste erfolgt nach dieser Adresse. Der Link (Karte) führt zu verschiedenen Kartendiensten mit der Position des Kulturdenkmals. Fehlt dieser Link, wurden die Koordinaten noch nicht eingetragen. Sind diese bekannt, können sie über ein Tool mit einer Kartenansicht einfach nachgetragen werden. In dieser Kartenansicht sind Kulturdenkmale ohne Koordinaten mit einem roten bzw. orangen Marker dargestellt und können durch Verschieben auf die richtige Position in der Karte mit Koordinaten versehen werden. Kulturdenkmale ohne Bild sind an einem blauen bzw. roten Marker erkennbar.
- Datierung: Baubeginn, Fertigstellung, Datum der Erstnennung oder grobe zeitliche Einordnung entsprechend des Eintrags in der sächsischen Denkmaldatenbank
- Beschreibung: Kurzcharakteristik des Kulturdenkmals entsprechend des Eintrags in der sächsischen Denkmaldatenbank, ggf. ergänzt durch die dort nur selten veröffentlichten Erfassungstexte oder zusätzliche Informationen
- ID: Vom Landesamt für Denkmalpflege Sachsen vergebene, das Kulturdenkmal eindeutig identifizierende Objekt-Nummer. Der Link führt zum PDF-Denkmaldokument des Landesamtes für Denkmalpflege Sachsen. Bei ehemaligen Kulturdenkmalen können die Objektnummern unbekannt sein und deshalb fehlen bzw. die Links von aus der Datenbank entfernten Objektnummern ins Leere führen. Ein ggf. vorhandenes Icon  führt zu den Angaben des Kulturdenkmals bei Wikidata.